# سام ويليامز (لاعب كرة سلة مواليد 1945)
سام ويليامز (بالإنجليزية: Sam Williams)‏ مواليد 22 يناير 1945 في ديترويت، هو لاعب كرة سلة أمريكي. بدأ مسيرته الاحترافية في سنة 1968. تم اختياره من قبل فريق ميلووكي باكز خلال الدرافت. يحمل الرقم 3. يبلغ طوله 6 قدم 3 بوصة (1.9 م). اعتزل اللعب في 1970.

## روابط خارجية
- سام ويليامز على موقع إن بي أي (الإنجليزية)
- سام ويليامز على موقع سبورتس رفرنس (الإنجليزية)
- سام ويليامز على موقع كلية كرة السلة في سبورتس رفرنس.كوم (الإنجليزية)
- سام ويليامز على موقع ريلجم (الإنجليزية)